# Distrikt Végueta

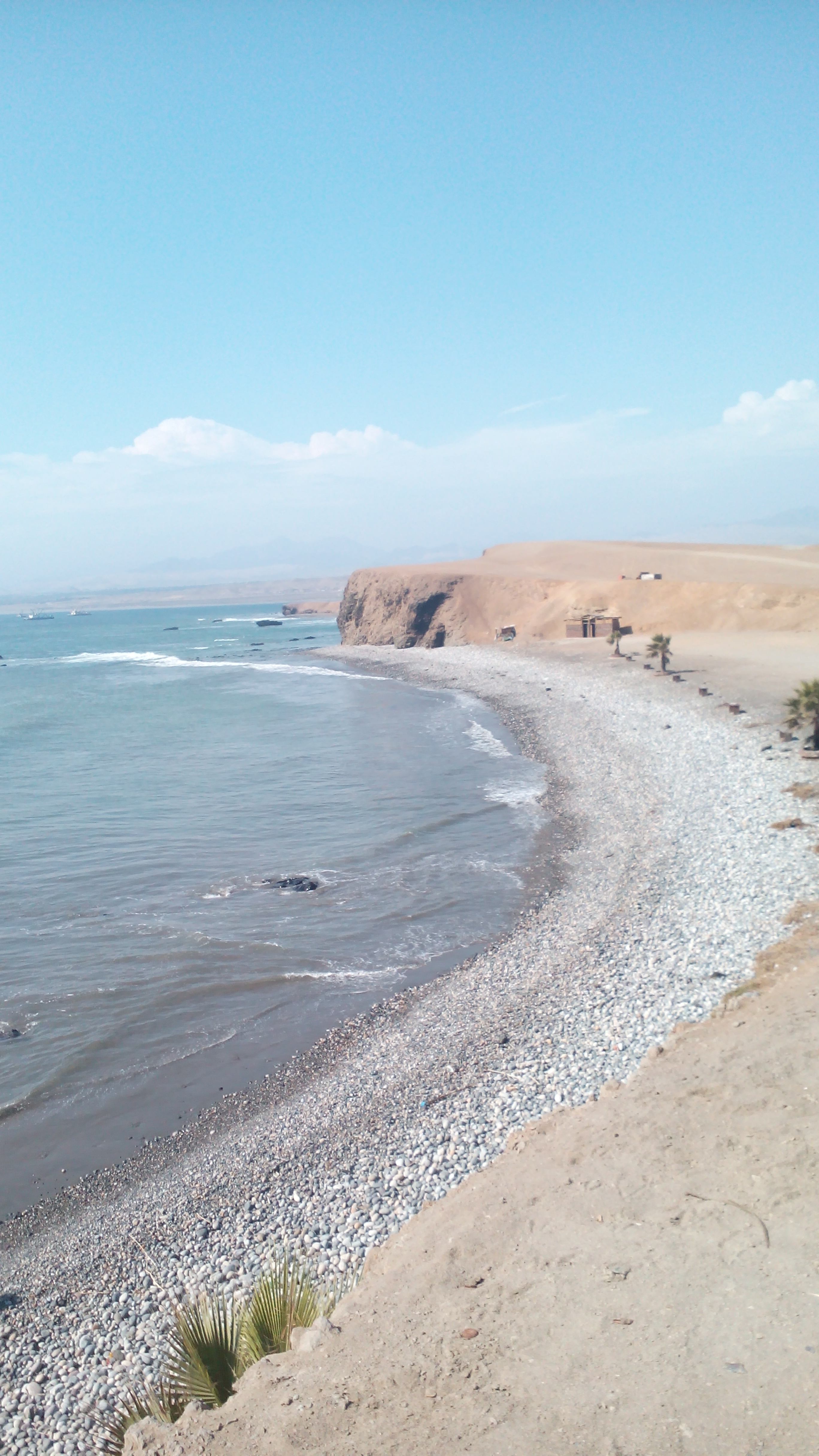
Pazifikküste im Distrikt Végueta

Der Distrikt Végueta liegt in der Provinz Huaura im Norden der Region Lima im zentralen Westen von Peru. Der Distrikt wurde am 21. August 1920 gegründet. Er hat eine Fläche von 253,94 km². Beim Zensus 2017 lebten 25.912 Einwohner im Distrikt. Im Jahr 1993 betrug die Einwohnerzahl 12.806, im Jahr 2007 18.265. Verwaltungssitz ist die im Südwesten des Distrikts an der Küste auf einer Höhe von 12 m gelegene Kleinstadt Végueta mit 5144 Einwohnern (Stand 2017).

## Geographische Lage
Der Distrikt Végueta liegt an der Pazifikküste im Nordwesten der Provinz Huaura. Er besitzt eine etwa 22 km lange Küstenlinie. Der Distrikt reicht im Osten etwa 15 km ins Landesinnere. Dort erheben sich die Ausläufer der peruanischen Westkordillere mit Höhen von bis zu 843 m. Der Ostteil des Distrikts ist karg und wüstenhaft. Entlang der Küste befindet sich der urbane Bereich des Distrikts. Dort wird bewässerte Landwirtschaft betrieben. Die Nationalstraße 1N (Panamericana) durchquert den Distrikt in Küstennähe.
Der Distrikt Végueta grenzt im Norden und Nordosten an den Distrikt Supe (Provinz Barranca) sowie im Südosten und Süden an den Distrikt Huaura.